# Ото Армстер
Ото Армстер (на немски: Otto Armster) е германски полковник от Вермахта, участвал в опита за убийство на фюрера Адолф Хитлер от 20 юли 1944 г.

## Кариера
Армстер е приятел с адмирал Вилхелм Канарис, началник на контраразузнаването (Абвер), и е в контакт с веригата на съпротивата от 1939 г. Като полковник и началник на контраразузнавателната служба във Виена от април 1944 г., той работи в тясно сътрудничество с Георг Александер Хансен, Ханс Остер и Лудвиг Гере.
Във връзка с дейностите му за съпротивата Армстер има постоянен контакт с генерал Фридрих Олбрихт и други заговорници от 20 юли 1944 г., чрез довереника на Олбрихт - Херман Кайзер. Армстер е определен от заговорниците за офицер за връзка в отбранителния кръг XVIII (Залцбург).
На 23 юли 1944 г. Армстер е арестуван от Гестапо и е транспортиран до Берлин, където е пратен в затвора на ул. „Лертер“ до 25 април 1945 г. На 15 май 1945 г. НКВД го арестува и го отвежда в Съветския съюз, където е в затвор до 1955 г.